# Loi sur l'aménagement et l'urbanisme
La Loi sur l'aménagement et l'urbanisme (LAU) du Québec, codifiée dans la RLRQ sous le chapitre A-19.1, est une législation qui encadre l'aménagement et la planification du territoire québécois. Son objectif est de promouvoir un aménagement durable du terroitoire, en faisant un partage des responsabilités entre le gouvernement provincial, les communautés métropolitaines, les municipalités régionales de comté (MRC) et les municipalités locales. Cette loi constitue donc une décentralisation encadrée des pouvoirs d'aménagement du territoire.
Avant l'entrée en vigueur de la loi, les municipalités exercaient certains pouvoirs, notamment en ce qui concerne le contrôle du cadre bâti, la protection des valeurs foncières et le zonage. Cependant, ces pouvoirs s'exerçaient sans réelles méthodes, ni outils uniformisés pour la planifiaction.

## Mise en action
La mise en place de la Loi sur l'aménagement et l'urbanisme engendre:
- La création des municipalités régionales de comté, une institution régionale;
- La création des Communautés métropolitaines, en 2002, ainsi que des agglomérations;
- L'adoption de règlements techniques de mise en oeuvre de la planification spatiale.

1. ↑  architecture de gestion de l'information législative-legal information management system Irosoft, « - Loi sur l’aménagement et l’urbanisme », sur www.legisquebec.gouv.qc.ca (consulté le 11 novembre 2024)